# Mallomys gunung
Mallomys gunung és una espècie de mamífer rosegador de la família dels múrids. És endèmic d'Indonèsia, on viu a altituds d'entre 3.500 i 4.050 msnm. Els seus hàbitats naturals són els herbassars alpins i les zones ermes situades per sobre del límit arbori. Està amenaçat per la caça, la depredació per gossos salvatges i l'escalfament global. El seu nom específic, gunung, significa ‘muntanya’ en malai.